# Pseudotapinopa cotopaxi
Genre
Espèce
Pseudotapinopa cotopaxi, unique représentant du genre Pseudotapinopa, est une espèce d'araignées aranéomorphes de la famille des Linyphiidae.

## Distribution
Cette espèce est endémique d'Équateur. Elle se rencontre au pied du Cotopaxi.

## Description
Le mâle holotype mesure 3,5 mm et le mâle paratype 4,0 mm.

## Systématique et taxinomie
Cette espèce a été décrite par Wunderlich en 2024.
Ce genre a été décrit par Wunderlich en 2024 dans les Linyphiidae.

## Étymologie
Son nom d'espèce lui a été donné en référence au lieu de sa découverte, le Cotopaxi.

## Publication originale
- Wunderlich, 2024 : « Pseudotapinopa cotopaxi n. gen. n. sp. (Araneida: Araneae: Linphiidae) from Ecuador. » Beiträge zur Araneologie, vol. 17, p. 4-6.